# Награда Павле Вуисић
Награда Павле Вуисић је награда која се додељује глумцу за животно дело. Уручује се на Фестивалу глумачких остварења Филмски сусрети у Нишу. 
Награда је установљена 1981. године и првобитно се звала Славица, по првом домаћем играном филму после Другог светског рата. Године 1993. је додељена без назива, а од 1994. носи име глумца Павла Вуисића.
Награду додељује Удружење филмских глумаца Србије „као признање за изузетан допринос уметности глуме на домаћем филму”. Награда се састоји од плакете са ликом Павла Вуисића, филмске сторије и монографије о добитнику.

## Добитници
| Година                            | Добитник                             | Изв.          |
| --------------------------------- | ------------------------------------ | ------------- |
| Награда Славица (1981—1992)       |                                      |               |
| 1981.                             | Драгомир Фелба                       |               |
| 1982.                             | Берт Сотлар                          |               |
| 1983.                             | Павле Вуисић                         |               |
| 1984.                             | Столе Аранђеловић                    |               |
| 1985.                             | Антун Налис                          |               |
| 1986.                             | Ацо Јовановски                       |               |
| 1987.                             | Оливера Марковић                     |               |
| 1988.                             | Јанез Врховец                        |               |
| 1989.                             | Раде Марковић                        |               |
| 1990.                             | Борис Дворник                        |               |
| 1991.                             | Петре Прличко                        |               |
| 1992.                             | Душан Јанићијевић                    |               |
| 1992.                             | Јован Јанићијевић Бурдуш (постхумно) |               |
| 1993.                             | Велимир Бата Живојиновић             |               |
| Награда Павле Вуисић (1994—данас) |                                      |               |
| 1994.                             | Милена Дравић                        |               |
| 1995.                             | Љубиша Самарџић                      |               |
| 1996.                             | Љуба Тадић                           |               |
| 1997.                             | Мића Томић                           |               |
| 1998.                             | Данило Бата Стојковић                |               |
| 1999.                             | Душица Жегарац                       |               |
| 2000.                             | Драган Николић                       |               |
| 2001.                             | Александар Берчек                    |               |
| 2002.                             | Бора Тодоровић                       |               |
| 2003.                             | Ружица Сокић                         |               |
| 2004.                             | Предраг Манојловић                   |               |
| 2005.                             | Никола Симић                         |               |
| 2006.                             | Петар Краљ                           | [ 2 ] [ 3 ]   |
| 2007.                             | Мира Ступица                         | [ 4 ]         |
| 2008.                             | Мира Бањац                           | [ 5 ]         |
| 2009.                             | Богдан Диклић                        | [ 6 ]         |
| 2010.                             | Неда Арнерић                         | [ 7 ]         |
| 2011.                             | Петар Божовић                        | [ 8 ]         |
| 2012.                             | Марко Николић                        | [ 9 ]         |
| 2013.                             | Вера Чукић                           | [ 10 ]        |
| 2014.                             | Михаило Јанкетић                     | [ 11 ]        |
| 2015.                             | Сека Саблић                          | [ 12 ]        |
| 2016.                             | Лазар Ристовски                      | [ 13 ]        |
| 2017.                             | Светлана Бојковић                    | [ 14 ]        |
| 2018.                             | Радош Бајић                          | [ 15 ]        |
| 2019.                             | Горица Поповић                       | [ 16 ]        |
| 2020.                             | Воја Брајовић                        | [ 17 ] [ 18 ] |
| 2021.                             | Љиљана Благојевић                    | [ 19 ]        |
| 2022.                             | Славко Штимац                        | [ 20 ]        |
| 2023.                             | Мирјана Карановић                    | [ 21 ]        |
| 2024.                             | Светозар Цветковић                   | [ 22 ] [ 23 ] |
| 2024.                             | Жарко Лаушевић (постхумно)           | [ 22 ] [ 23 ] |